# Tinatin Lekveishvili
Tinatin Lekveishvili (géorgien : თინათინ ლეკვეიშვილი, russe : Тинатин Леквеишвили), née le 2 janvier 1954 à Tbilissi, est une ancienne nageuse géorgienne nageant pour l'équipe soviétique.

## Biographie
Elle est diplômée de l'Institut médical de Tbilissi.
En 1970, elle remporte la médaille d'or du 100 m dos, le bronze sur le 200 m dos et l'argent sur le 4 × 100 m 4 nages lors des championnats d'Europe.

## Palmarès
| Date | Événement             | Lieu      | Course            | Place |
| ---- | --------------------- | --------- | ----------------- | ----- |
| 1968 | Jeux olympiques       | Mexico    | 4 × 100 m 4 nages | 4e    |
| 1970 | Championnats d'Europe | Barcelone | 100 m dos         | 1re   |
| 1970 | Championnats d'Europe | Barcelone | 4 × 100 m 4 nages | 2e    |
| 1970 | Championnats d'Europe | Barcelone | 200 m dos         | 3e    |
| 1972 | Jeux olympiques       | Munich    | 4 x 100 m 4 nages | 4e    |